# 洲子洋重劃區

洲子洋重劃區，全稱新北市五股區洲子洋市地重劃區， 是位於台灣新北市五股區的都市重劃區，總面績約62公頃，規模相當於信義計畫區。

## 背景
五股區位於新北市西北端，西臨林口區、南接泰山區、東連蘆洲區，北側以觀音山與八里區相連。洲子洋重劃區位於二重疏洪道的西側沿線，原為農業區。因二重疏洪道工程的規劃，部分村落居民需集體遷移，為了讓受影響的居民有安身之所，進而順利推行工程進度，洲子洋重劃區便應運而生。

## 規劃

### 開發分區
洲子洋重劃區面積約62.63公頃，範圍北起觀音坑溪、市道103號兩側至左岸堤防預定地，南至五股坑溪，西以成泰路及新五路西側工業區為界。區內地勢平坦，坡度為中高南低，全區海拔低於35公尺，早期易淹水，但隨著疏洪道、抽水站等設施的建設，淹水情況已大大改善。

### 區內規劃
洲子洋重劃區內的土地使用分區主要以住宅區為主，商業區較少。北側規劃為防災公園，中間位置則為洲子洋公園及五股運動公園所在地。

### 交通機能
洲子洋重劃區屬於狹長型，主要聯外道路為南北向，包括國道一號、台64線等。區內有成泰路三段（市道107號）、成泰路四段（市道103）及新五路（市道107甲）作為主要道路，連接周邊各區。輕軌運輸方面，五股泰山輕軌計劃將在重劃區內設立多個站點，預計大幅改善區內交通。

## 重大建設

### 五股泰山輕軌
五股泰山輕軌線計劃串聯蘆洲區、五股區及泰山區，預計於2032至2035年完工，將設14座車站，總長度達11.61公里。輕軌通車後，預計可提升區域交通便利性。

### 成洲抽水站
為改善淹水問題，政府斥資1.45億元興建成洲抽水站，內設有4台抽水機，有效解決洲子洋重劃區的淹水問題。。

### 五股環保藝術公園跨河景觀橋
跨越五股坑溪的五股環保藝術公園跨河景觀橋於2023年12月開工，預計2025年4月完工。這座橋結合人行、自行車及無障礙設施。。